# Bờ biển đá

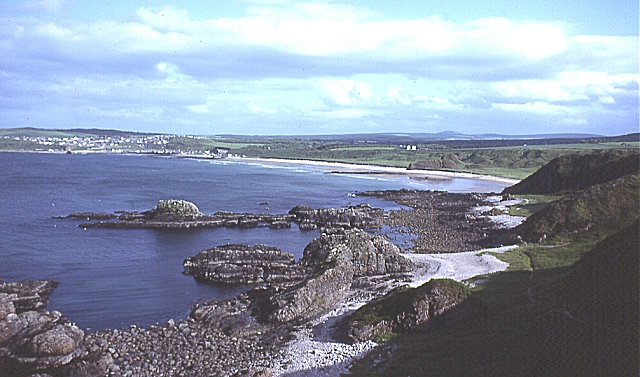
Môi trường sống của các sinh vật tại bờ biển đá không ổn định do sự lên xuống của thủy triều.

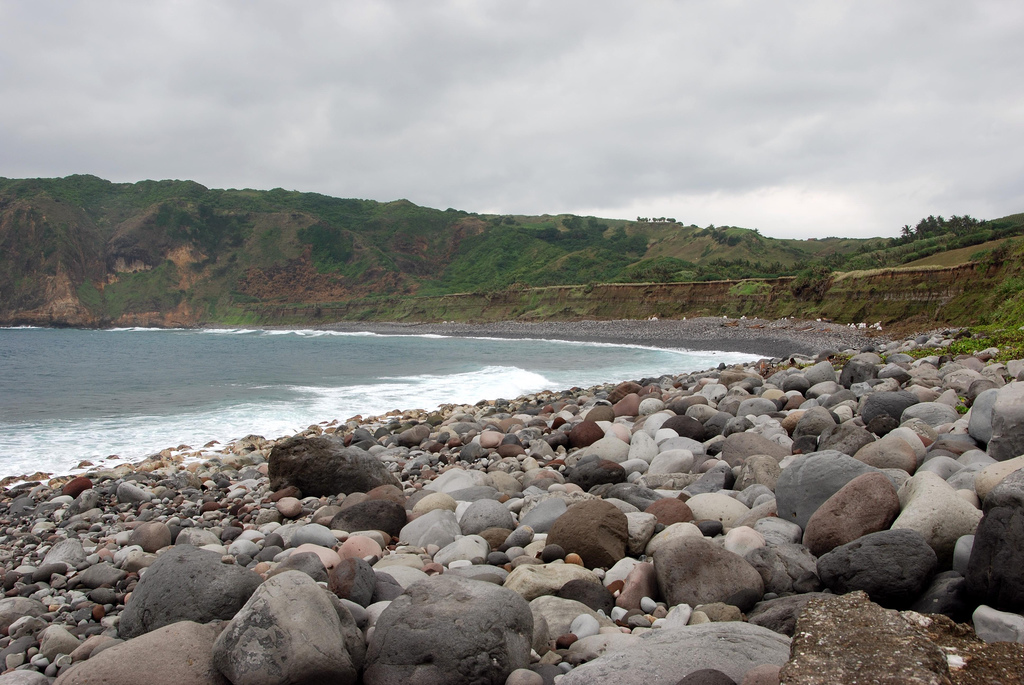
Một bờ biển đá ở Batanes, Philippines

Bờ biển đá là một vùng bờ biển gian triều, nơi đá cứng chiếm thế chủ đạo. Về mặt sinh học, bờ biển đá có môi trường sinh thái phong phú và là phòng thí nghiệm tự nhiên lý tưởng để nghiên cứu sinh thái học vùng gian triều cũng như những tiến trình sinh học khác. Do dễ dàng tiếp cận nên bờ biển đá và các loài sinh vật nơi đây đã được con người nghiên cứu từ lâu và biết đến nhiều.

## Đời sống biển
Có rất nhiều yếu tố thuận lợi cho sự tồn tại của sự sống nơi các bờ biển đá. Sự hoà trộn giữa sóng và đối lưu ở các vùng nước ven biển miền ôn đới giúp duy trì lượng dinh dưỡng đầy đủ. Bên cạnh đó, dưới tác động của thủy triều, nước biển mang theo chất hữu cơ và sinh vật phù du theo mỗi đợt triều lên. Ánh sáng dồi dào cùng mức độ dinh dưỡng trong nước cao thể hiện rằng năng suất sản sinh chất dinh dưỡng của rong biển và tảo có thể ở mức rất cao.
Ngoài yếu tố thuận lợi cho sự sống tại các bờ biển đá thì cũng tồn tại rất nhiều thách thức mà sinh vật biển phải đối mặt. Nói chung, sự phân bố các loài sinh vật đáy bị giới hạn bởi độ mặn của nước, thủy triều, nhiệt độ, sự mất nước... Mối đe doạ bị mất nước khi thủy triều xuống khiến nhiều sinh vật phát triển các đặc tính thích ứng mạnh mẽ như lớp nhầy và vỏ trên cơ thể. Nhiều loài sử dùng vỏ và holdfast của mình để chống lại các cơn sóng mạnh. Ngoài ra, còn có rất nhiều vấn đề khác gây trở ngại cho sự sống ở vùng bờ biển đá, ví dụ sự biến động nhiệt độ do các dòng thủy triều, sự thay đổi độ mặn của nước và biên độ ánh sáng khác nhau. Các sinh vật tại đây còn có nguy cơ trở thành mồi của chim và các sinh vật biển khác, cũng như phải hứng chịu tác động nghiêm trọng của ô nhiễm môi trường.

## Ô nhiễm
Các bờ biển đá phải gánh chịu nhiều loại ô nhiễm khác nhau, trong đó phải kể đến ô nhiễm do tràn dầu. Trong quá khứ, từng xảy ra một số vụ tràn dầu gây ảnh hưởng tai hại lên các bờ biển đá như vụ tràn dầu Torrey Canyon ở ngoài khơi Cornwall thuộc Anh, vụ tràn dầu Amoco Cadiz ngoài khơi bờ biển Brittany của Pháp và vụ tràn dầu Exxon Valdez ở Alaska thuộc Hoa Kỳ. Ngoài ra, hoạt động du lịch có thể phát sinh rác thải như nhựa và kim loại cũng là vấn đề lớn của các bờ biển đá trên thế giới.